# Graf Zeppelin-klass
Graf Zepplin-klass var en tysk fartygsklass av hangarfartyg från 1930-talet. Längden var 250 meter, bredden 31,5 meter och djupgåendet var 7,2 meter. Topphastigheten var 34 knop. Beväpningen bestod av åtta stycken 15 cm kanoner, sex stycken 10,5 cm, 11 stycken 37 mm och 28 stycken 20 mm luftvärnsartilleri. I flygplansväg bar fartygen 30 stycken Junkers Ju 87 störtbombare och 12 Messerschmitt Bf 109 jaktflygplan.
Designen visar på oerfarenhet av liknande byggen, till exempel så placerades allt luftvärn på styrbordssida vilket lämnade babordssidan helt oskyddad. Totalt beställdes två fartyg varav bara Graf Zeppelin blev nästan färdigbyggd. Det andra fartyget Flugzeugträger B (Hangarfartyg B) påbörjades 1938 men skrotades i februari 1940. Från början hade man planerat att börja bygga Flugzeugträger C och Flugzeugträger D i april 1941 men dessa planer skrinlades i och med andra världskrigets utbrott.

## Fartyg tillhörandes klassen
- Flugzeugträger A – Graf Zeppelin (påbörjad 1936)
- Flugzeugträger B (påbörjad 1938, möjligt namn Peter Strasser)